# Iabes din Galaad
Iabes din Galaad (în ebraică יָבֵ֣שׁ גִּלְעָ֑ד, romanizat Yāḇêš Gil‘āḏ), cunoscut simplu și ca Iabes, este un oraș antic menționat de mai multe ori în Vechiul Testament al Bibliei. Locația sa nu a fost descoperită, însă unii arheologi o situează la est de râul Iordan, în Iordania de astăzi. Potrivit Bibliei, Iabesul este locul de înmormântare a lui Saul, după sinuciderea sa într-o campanie eșuată în potriva filistenilor.